# Odranci
Odranci (em húngaro:   Adorjánháza) é um município da Eslovênia. A sede do município fica na localidade de mesmo nome.